# Leucipa
En la mitología griega, Leucipa (en griego antiguo: Λευκίππη) era la hija de Téstor y hermana de Teónoe, que desaparecieron de su vista sin dejar rastro, por lo que consultó al oráculo recibiendo por respuesta que se vistiera de sacerdote y fuera en su busca.
Llegó a la región de Caria, donde supo que su hermana estaba casada con el rey Icario, a quien se la habían vendido unos piratas. Leucipa, con su disfraz de sacerdote consiguió entrar en la corte de Icario y Teónoe, creyéndola un hombre se enamoró de ella, enfureciéndose al ver que el extranjero no correspondía a su pasión. En castigo al desaire, dio orden de que el sacerdote fuera asesinado por un esclavo del rey quien resultaba ser Téstor a quien su hija no reconocía. El esclavo, lamentándose de que lo obligaran a ser verdugo, pronunció unas frases, repitiendo el nombre de sus hijas, estas, tras varias preguntas, cayeron en la cuenta de quién se trataba, pudiendo evitar el crimen y liberarla de la esclavitud, regresando a su hogar.